# Sybra egregia
Sybra egregia là một loài bọ cánh cứng trong họ Cerambycidae.